# Tim Hunter (Eishockeyspieler)
Timothy Robert „Tim“ Hunter (* 10. September 1960 in Calgary, Alberta) ist ein ehemaliger kanadischer Eishockeyspieler und derzeitiger -trainer, der im Verlauf seiner aktiven Karriere zwischen 1977 und 1997 unter anderem 947 Spiele für die Calgary Flames, Nordiques de Québec, Vancouver Canucks und San Jose Sharks in der National Hockey League auf der Position des Verteidigers und rechten Flügelstürmers bestritten hat. Seinen größten Karriereerfolg feierte Hunter in Diensten der Calgary Flames mit dem Gewinn des Stanley Cups im Jahr 1989.
Im Anschluss an seine Spielerkarriere war er zwischen 1997 und 2013 als Assistenztrainer der Washington Capitals, San Jose Sharks und Toronto Maple Leafs in der NHL tätig. Seit 2014 betreut Hunter als Cheftrainer die Moose Jaw Warriors in der Western Hockey League und ist seit 2018 parallel Trainer der kanadischen U20-Nationalmannschaft.

## Karriere

### Spielerkarriere
Hunter spielte zunächst 1977 in der British Columbia Junior Hockey League (BCJHL), ehe er zur Saison 1978/79 zu den Seattle Breakers in die Western Canada Hockey League, dem Vorläufer der Western Hockey League, wechselte. Nachdem er im NHL Entry Draft 1979 in der dritten Runde an 54. Position von den Atlanta Flames ausgewählt worden war, spielte er bis in die Saison 1981/82 hinein in verschiedenen unterklassigen Ligen. Erst im Verlauf der Saison, als die Flames von Atlanta nach Calgary umgezogen waren, lief er erstmals in zwei Spielen für die Calgary Flames auf und blieb dort bis zum Ende der Saison 1991/92. Während seiner Zeit in Calgary gewann er mit dem Team im Jahr 1989 den Stanley Cup, zudem hatte er in der Saison 1984/85 sein produktivstes Spieljahr mit 22 Punkten in 71 Spielen.
Durch den NHL Expansion Draft 1992 bedingt, musste der Kanadier zu den Tampa Bay Lightning wechseln, die ihn nur einen Tag später zu den Nordiques de Québec transferierten. Die Nordiques setzten den rechten Flügelstürmer im Februar der Saison 1992/93 auf die Waiver-Liste, von wo ihn die Vancouver Canucks, mit denen er 1994 erneut das Stanley-Cup-Finale erreichte, auswählten. Dort lief sein Vertrag zum Ende der Spielzeit 1995/96 aus und Hunter unterschrieb als Free Agent einen Vertrag bei den San Jose Sharks, wo er seine letzte Spielzeit bestritt. Mit insgesamt 3142 Strafminuten ist Hunter der Spieler mit den achtmeisten der NHL-Geschichte.

### Trainerkarriere
Zur Saison 1997/98 begann Hunter seine Karriere als Assistenztrainer bei den Washington Capitals, wo er unter Cheftrainer Ron Wilson arbeitete. Nach Ende der Saison 2001/02 wurde Hunters Vertrag, ebenso wie Wilsons, nicht verlängert. Nachdem Wilson am 5. Dezember 2002 ein neues Engagement bei den San Jose Sharks begann, wurde Hunter am 6. Dezember 2002 zum Assistenztrainer des Team ernannt. Dort arbeitete er bis 2008 vor allem mit den Angreifern der Mannschaft zusammen, ehe Ron Wilson am Saisonende entlassen wurde. Nachdem Wilson wenig später den Cheftrainerposten der Toronto Maple Leafs angenommen hatte und Hunter zunächst in der Organisation der Sharks verblieben waren, verpflichteten die Maple Leafs ihn im Juli 2008. In Toronto war Hunter in den drei folgenden Spielzeiten als Assistenztrainer unter Ron Wilson tätig. Im Juni 2011 verkündeten die Leafs, dass er gemeinsam mit Keith Acton nicht weiterbeschäftigt und durch das Duo Greg Cronin und Scott Gordon ersetzt wurde.
Nachdem er in der Spielzeit 2012/13 erneut ein Jahr Assistenztrainer der Washington Capitals unter Adam Oates war, wechselte er in den Juniorenbereich und ist seit 2014 Cheftrainer der Moose Jaw Warriors in der Western Hockey League. Zudem wurde er mit der Betreuung der kanadischen U18-Auswahl bei der U18-Junioren-Weltmeisterschaft 2015 betraut und gewann bei den Titelkämpfen in der Schweiz mit dem Team die Bronzemedaille. Seit 2018 ist er im Verband Hockey Canada zum Cheftrainer der kanadischen U20-Nationalmannschaft aufgestiegen, bei der er bereits seit 2016 als Assistent tätig gewesen war.
Gemeinsam mit Rob Zettler erhielt er als erster professioneller Sporttrainer ein Zertifikat der Positive Coaching Alliance, einer Organisation, die sich um Sport als charakterbildende Maßnahme kümmert.

## Erfolge und Auszeichnungen
- 1989 Stanley-Cup-Gewinn mit den Calgary Flames
- 2015 Bronzemedaille bei der U18-Junioren-Weltmeisterschaft (als Trainer)

## Karrierestatistik
(Legende zur Spielerstatistik: Sp oder GP = absolvierte Spiele; T oder G = erzielte Tore; V oder A = erzielte Assists; Pkt oder Pts = erzielte Scorerpunkte; SM oder PIM = erhaltene Strafminuten; +/− = Plus/Minus-Bilanz; PP = erzielte Überzahltore; SH = erzielte Unterzahltore; GW = erzielte Siegtore; 1 Play-downs/Relegation; Kursiv: Statistik nicht vollständig)